# Lore Dijkman
Pour les articles homonymes, voir Dijkman.
Lore Dijkman (née le 12 juillet 1984 à Amsterdam) est une actrice néerlandaise.

## Biographie
Lore Dijkman fut étudiante à l'Académie de théâtre de Maastricht.

## Filmographie
- 2003 : Julie en Herman (nl)
- 2003 : Dwaalgast (film) (nl) de Colette Bothof
- 2004 : Cool ! de Theo van Gogh

## Télévision
- 2010 : Flikken Maastricht